# Austreim
Austreim är en tätort i Høyangers kommun i Vestland fylke i västra Norge. Orten ligger vid fylkesväg 55, på norra sidan av Sognefjorden.